# Thorectes catalonicus
Thorectes catalonicus är en skalbaggsart som beskrevs av Lopez Colon 1990. Thorectes catalonicus ingår i släktet Thorectes och familjen tordyvlar. Inga underarter finns listade i Catalogue of Life.